# 政宗くんのリベンジ
『政宗くんのリベンジ』（まさむねくんのリベンジ、英題：Masamune-kun's Revenge）は、原作：竹岡葉月、漫画：Tivによる日本の漫画。『月刊ComicREX』（一迅社刊）にて2012年12月号から2018年8月号まで連載。その後、本編後の物語を取り扱った『政宗くんのリベンジ after school』（まさむねくんのリベンジ アフタースクール）が2018年11月号から2019年3月号まで短期集中連載された。大学生編『政宗くんのリベンジ -engagement-』（まさむねくんのリベンジ エンゲージメント）が『comic HOWL』にて2023年4月26日から2023年12月6日まで配信された。
2023年12月時点でシリーズ累計部数は380万部を突破している。
『月刊ComicREX』2016年11月号から2017年4月号まで、結城心一によるスピンオフ漫画『政宗くんのリ○○○』（まさむねくんのリなんとか）が連載された。

## ストーリー
8年前、過保護太りしていて苛められっ子だった早瀬政宗は、自分に「豚足」というあだ名を付けて振った令嬢安達垣愛姫に復讐すべく、過酷なダイエットと筋力トレーニングにより激痩せしてイケメンへと生まれ変わり、苗字まで祖父のものに変え真壁政宗として故郷へと帰ってくる。
文武両道・容姿端麗・明朗闊達という三拍子揃った別人になった政宗は、愛姫を惚れさせたうえで「最高の形で捨てる」という「デッド・オア・ラブ作戦」を決行する。しかし、愛姫の付き人である小岩井吉乃に幼少の頃の「豚足」であることが知られてしまい、計画は破綻するかに思えたが、愛姫への復讐に協力してもらえることになる。
その後、政宗を慕っている病弱の令嬢でノーパンの京娘・藤ノ宮寧子が転校してくるが、政宗は愛姫への復讐を完遂させるために寧子を振る。さらに、愛姫の許婚でありマサムネと偽って愛姫に近づく、ポッチャリ系の男子（?）雅宗兼次が転校してくる。

## 登場人物
声の項はテレビアニメ版における声優。
真壁 政宗（）
声 - 花江夏樹
本作の主人公。編入試験満点の頭脳、体育のサッカーではハットトリックを決める運動神経など文武両道なうえ、行く先々で女性が振り向くほど美少年と、三拍子揃った完璧少年。自他共に認めるイケメンで、愛姫に頻繁にアプローチしたり、ストーカー紛いの行為をしたりするなど執着心は凄まじいものの、学校では人当たり良く編入生ながら人気は高い。妹の少女漫画主人公「エイジ」（声 - 置鮎龍太郎）、ヒロイン「モモ」（声 - 國府田マリ子）から学んだ「臭い台詞」を女子達に連発するナルシシストだが、それすら許される人気者。実際は内心いつ「豚足」時代の自分がバレないかとビクビクしていた。
8年前は太っており、「デブ宗」や「ブタ宗」と呼ばれ苛められていた。いじめっ子に対し強がりを見せようとしたところをたまたま愛姫と知り合い、愛姫と一緒に苛めっ子に反撃するまで仲良くなる。しかしその後「豚足」と酷いあだ名をつけられた挙句見放され、これに居合わせたいじめっ子たちから更なる苛めに遭う羽目に陥る。以来、「豚足」と聞いただけで動悸を起こす程のトラウマと化し、これを名付けた愛姫への復讐の一念から「早瀬政宗」の名を捨て、祖父（声 - 中博史）の元で苗字を変え新しい人間へと生まれ変わる。痩せてイケメンになっても昔には決して戻りたくないと心に決め今でも欠かさず筋トレなど自分磨きを日課としているが、ふとした拍子に間食したり風邪をひいたりするなどドジな一面もある。また蜘蛛が死ぬほど苦手で、見ると絶叫する。かつてのトラウマから、脂っこい料理などを見ると思わず顔を青ざめる。
復讐する上で共犯者であり唯一学校で自分の秘密を知る吉乃を「師匠」と呼んで尊敬し、秘密の共有者となるが、後になって真相を知ることになる。
自分にすり替わろうとした兼次とのゴタゴタのなか、愛姫に自分の正体を告白しつつ「俺と付き合え」と勢いまかせに告白を行い、愛姫が了解し付き合うこととなった。
しかし、愛姫が無実で吉乃も後悔していることを知り、デッド・オア・ラブ作戦が無意味だったことを知ると燃え尽き症候群に陥る。さらに愛姫と交際を始めるようになっても8年前のトラウマは解消されておらず、愛姫と接触すると蕁麻疹が体に発生してしまう。バレンタインに過去を吹っ切る事で蕁麻疹は収まったが、ホワイトデーに愛姫にフラれ、信州に家出する。その後、自分を追ってきた吉乃から告白を受けるが、最終的に愛姫への想いを断ち切ることができず、吉乃を振って改めて愛姫と付き合う道を選ぶ。
安達垣 愛姫（）
声 - 大橋彩香
本作のヒロイン。8年前、政宗を「豚足」と命名した張本人（しかしこれは後に吉乃が愛姫に成りすましていたことが発覚する）。映画館を貸し切りにできるほどの金持ちで、入試トップ、学園一の美少女で取り巻きも多い。吉乃に騙されアニメの魔法少女コスプレで街に繰り出すなど世間知らずな一面がある。
幼い頃は両親が不仲だったことから悪戯っ子で政宗ともその頃に知り合ったが、両親が離婚（政宗が「豚足」と呼ばれた頃）してからは努めてまじめに振る舞う一方、政宗が来なくなったことで大の男嫌いになった上にドカ食いの習慣が身についた（修学旅行で政宗に辛辣な言葉をかけられた後はさらに食べる量が増えた）。そのため男子生徒から多数の告白をされる度に、告白相手の身辺などを調査して、短所や欠点を見つけては酷評し、酷いあだ名を付けて振るため「残虐姫」と呼ばれている。こういうこともあって普段は愛姫の性格を知る生徒たちから恐れられているが、ドカ食いが露呈するのを恐れ使用人の吉乃と二人だけで昼食はとっている。後に政宗の前でも遠慮なくドカ食いするようになる。
最初の内は政宗にアプローチされても一蹴し相手にしていなかったものの、吉乃の作戦により全く相手にされなくなった際は不安になったり政宗の身を張った好意には照れたりしているので、心から嫌っている訳ではない。またフランスへの修学旅行中で幼い頃の政宗との思い出を二人きりになった際に述懐するものの、その頃仲が良かった政宗を雅宗兼次のことと誤解しているばかりか「豚足」と振った覚えもないと言ったことから、政宗が真相を突き止めるきっかけとなった。
最終的に兼次と政宗の対決で政宗が自ら正体をバラして告白し、それを了承し付き合うこととなった。
実は現在のスリムな体型よりも以前の太った体型の方が好みであり、事あるごとに政宗を再び太らせようとしている。
8年前の事件の事は全く知らないが、政宗と付き合い始めた後、デッド・オア・ラブ作戦を書いたメモ帳を偶然見たことで断片を知り、さらに自分の好意が一方通行であることを知る。その後吉乃が自白したことで8年前の事件の全てを知る。その後吉乃が政宗を好きなのを察し、政宗を振って吉乃の背中を押すがモヤモヤとした気持ちが残ってしまい、想いを断ち切るためにロングヘアから一転、ショートカットにする。しかし結局政宗は吉乃を振り、再び政宗と付き合い始めた。
小岩井 吉乃（）
声 - 水瀬いのり
愛姫の使用人。安達垣家に代々仕える家令の家系に生まれ、幼い頃から愛姫に仕えている。常に横にいるが愛姫の我儘に付き合わされ、毎日昼食のパシリに使われたりお使いに行かされるなど酷い扱いを受けている。それゆえに表向きは小動物系を演じているが、裏では愛姫に振り回されて苦労している自分のために政宗の復讐を手伝うなどの腹黒の顔をみせる。政宗が自分の過去を知られている唯一の生徒で、愛姫に復讐したいと言う政宗に「（愛姫が）フラれて謙虚になってくれるならメリットがある」と協力を申し出る。
実は政宗に「豚足」と悪しざまに振った真犯人。体調を崩しがちだった自分よりも、笑顔を振りまいて愛姫と親しくしている政宗に嫉妬し、愛姫が病に臥せっている間にやって来た政宗に対し、愛姫の格好をして政宗を悪しざまに振ったのが事の真相だった。吉乃としては愛姫がまた自分のことに関心を持ってくれると思ってやったことだったが、逆に愛姫の性格が豹変して男嫌いやドカ食いなどをするようになり、自分も愛姫に振り回されるなどの悪影響を及ぼしたことで、彼女に嫌な思いにさせたことをかなり後悔している。前述の通り政宗の復讐を手伝う仲だったが、兼次の企みで愛姫を守ることができず、最終的には「愛姫様を助けてほしい」と政宗を頼る。
その後政宗と付き合う愛姫をサポートする。実は政宗の復讐を手伝ううちに政宗の事が好きになっていたが、その本心を隠していた。そのことを察知した愛姫に背中を押されて信州に向かい、政宗に告白するがフラれた。再度師匠と弟子の関係に戻り、愛姫と政宗の仲を取り持つ。
藤ノ宮 寧子（）
声 - 三森すずこ
「昔助けてもらった」という理由で政宗を慕い、学校に転校までしてきた少女。外見とは裏腹に適当なことを喋るため、政宗には「嘘吐き」と言われるほど自分の素性を隠している。常に笑顔で清純可憐なお嬢様だが政宗が惚れている愛姫を見て「楽勝」と言ったり吉乃の芝居を一目で見抜いたりしており、「豚足」時代の政宗の写真を政宗の家から盗みだすなど別の顔も持つ。健康には極度に気を使うほど病的な健康マニアで、食事前に大量のサプリメントを摂取している。これはその後本当に身体が悪いため摂取していると言うことが発覚する。現在は手術をし健康体となっている。下着を着けていない。実は「豚足」時代の政宗と出会っていた。なお、作品終盤では政宗が吉乃に好意を抱いてないにも関わらず何故か愛姫に政宗と別れるよう促したあげく吉乃に政宗の気持ちが何処に向かってるかわかってるだろうなど、嘘の情報を提供する不可解な一面もみられる。意図しての行動だったのかどうかは結局明かされなかった。
裕福な家系で使用人もおり、学校へはハイヤーで登校する。家族はアニメで祖父（声 - 佐々木義人）と叔母（声 - 大森ゆき）が登場している。本家が京都にあるため、時折京都弁が出ることがある。実は政宗が愛姫と知り合うよりもずっと前に出会っているのだが、寧子が記憶している一方で政宗は覚えていなかった。
双葉 妙（）
声 - 田所あずさ
政宗のクラスの委員長。水泳部に所属。編入してきた政宗を気にかけ学校の案内図を作ったりするなど面倒見のいい性格。政宗の優しさに惚れアプローチするも振られるが、その後も友好な関係を保っている。政宗に惚れてはいるものの、中性的な容姿をした小十郎にも別の意味で狙いをつける腐女子で「男の子と男の娘は別腹」と発言している。
朱里 小十郎（）
声 - 早見沙織
政宗のクラスメイトで友人。男子だが女子と間違われる外見をしており、一部からは「総受けの小十郎きゅん」と呼ばれている。編入してきたばかりの政宗に様々な情報を教えたり、政宗からは勉強を教えられたりと持ちつ持たれつの友人関係を築いている。政宗と一緒にいることが多いため、妙からは妄想の材料にされることが多々ある。愛姫には以前に体育祭での昼食時に一緒になったことから親しくなったものの、後に男性と判ったことから「オカマぼくちゃん」とあだ名をつけられた経験があり苦手意識がある。テストで1桁の点数を取るほど成績は悪く、補習の常連。寧子に好意を抱いてる。
早瀬 絹江（）
声 - 小倉唯
政宗と千夏の母。年齢は42歳だが、政宗と買い物に出かけた際は妹と間違えられるほど幼い外見をしている。政宗のことを「まーくん」と愛称するが、彼に「ロリババア」と通称される。政宗を溺愛するあまり何でも食べさせ太らせた張本人でもある。イケメンになった息子が帰ってきてからは溺愛レベルが変態の領域にまで達した。非常に高カロリーの食事を朝食から出すため、政宗からは話もしたくないほど避けられている。
政宗が信州に家出した際はショックのあまり家事の一切を放棄し、政宗の部屋のベッドに引きこもってしまった。
早瀬 千夏（）
声 - 大亀あすか
政宗の妹で、14歳の中学2年生で兄とは違い太りにくい体質をしている。持っている少女漫画『薔薇に瞳のステロイド』を政宗に熟読され、臭い台詞を発言するようになる原因を作ってしまう。その少女漫画のヒーローに惚れていたが、同じ台詞を吐く兄と一瞬でも似てると思った瞬間「もう無理」と古本屋へと売却した。兄の政宗に対し非常に無遠慮で、兄の部屋にも平然と入りこむ。従姉妹の遥花と母親の絹江との区別がつかず、誤って政宗が遥花を泣かせてしまった時は絹江を泣かせたと勘違いし、政宗に殴りかかろうとしたことがある。
金子 園香（）
声 - 伊瀬茉莉也
愛姫の取り巻き三人衆の一人。ツインテールのような髪型が特徴。生徒会副会長の3年生。兼次の口車にまんまと乗せられる。
木場 菊音（）
声 - 伊藤かな恵
愛姫の取り巻き三人衆の一人。色黒でショートカットが特徴。冬服の時期でも夏服用の黒い半袖シャツ着用し、リボンではなくネクタイをしている。ハスキーボイスでしゃべる剣道部所属の1年生。三人衆の中で最も男、ひいては政宗のことを嫌っている。脳筋ということもあってか、兼次の嘘をまんまと信じ込んだ。
水野 鞠（）
声 - 佐藤聡美
愛姫の取り巻き三人衆の一人。白のヘアバンドと赤いフルフレームの眼鏡をしている。愛姫のクラスメイト（2年A組）でクラス委員長。兼次の出任せを信じこんで政宗を阻もうとするが、「兼次の噓で誰が愛姫を守ってやれるのか?」と政宗から一喝され、2人の居場所を明かすことになる。進級後は愛姫、政宗とクラスメートになった。
小岩井 成乃（）
声 - 清水彩香
安達垣家の使用人の一人で、吉乃の姉。タバコを吹かしながら仕事をしている。
椎堂（）
声 - 大地葉
寧子の付き人。普段は寧子に忠実なおとなしい性格だが、寧子に男が絡むと性格が一変し豹変する。寧子の友人である政宗に対しても、「寧子に何かしようものなら容赦しない」と脅すため、政宗も恐れる存在。
由井崎 翠（）
声 - 小清水亜美
愛姫の父の秘書。仕事の時は時折嫌味が混じるものの上品で丁寧な物腰だが、本性はメタル好きで言動は荒めで下品な言葉も多用する。自分の恋愛がうまくいっていないこともあり政宗らをマセガキ扱いし、愛姫と政宗の仲を壊そうとしていた。しかし、別荘での肝試しの策略が裏目に出たのを政宗に助けられたことで己の嫉妬や僻みに気付き、彼らに対する認識を改める。政宗が昔愛姫と遊んでいた頃から安達垣家で働いており、当時の政宗を見たことがある。ある時のパーティーで勘違いをして声をかけたことで、兼次が愛姫の許嫁と偽って近づいてくる原因を招いてしまう。
愛姫の母
声 - 生天目仁美
愛姫の父
声 - 利根健太朗
愛姫のことは大切に思う反面、夫婦仲は冷めきっており口論が絶えない。その都度、吉乃の母親（声 - 広瀬さや）や使用人（声 - 紡木吏佐）が止めに入る。ただそのころに知り合った政宗の存在でそれまで暗かった愛姫が元気を取り戻す一方、吉乃が政宗へ恨みを募らせていく。この夫婦喧嘩はそれらの遠因となった。
雅宗 兼次（）
声 - 斎賀みつき
愛姫の許婚で、クラスメイト。かつての政宗を彷彿とさせる太めの体形。没落した実家の再興のため、祖父同士が交わした許婚の約束に加えて「マサムネ」になりすますことで愛姫に近づいた。吉乃を脅して政宗への協力を封じ、妹の入院を理由に更なる資金援助を引き出そうとしていたが、政宗が本物の「マサムネ」だと名乗り出た上、周りを騙し続けた怒りから頬を思い切り政宗に殴りつけられる。さらに自分が女であるとバレてしまい計画は破綻、退散せざるを得なくなった。ゴキブリが苦手。
計画が失敗に終わってからは、屋敷などをすべて売却した。その後、学校の温情で購買部でパン売りのアルバイトをしつつ、菫とアパート暮らし。すべて吹っ切れたようで、人を騙さず普通に女子の恰好で姉妹仲睦まじく生活できることを心から楽しんでいる。「責任取って嫁にしてもらおう」とからかって政宗を慌てふためかせた。
3年進級後は寧子、小十郎、吉乃、妙とクラスメートになり、制服もそれまでの男子から女子のものへと変えた。
ミュリエル・ベッソン
声 - 伊藤美来
フランス在住の漫画家志望のオタク少女。特に日本の高校生を描いた漫画を描いてみたいと思い、修学旅行で訪れていた政宗と愛姫にカップルとして振る舞ってくれる様モデルになって欲しいと頼み込むが、政宗らに断られる。政宗たちのこの（ある意味真っ当な）対応に大泣きしたため、怒り狂ったミュリエルの兄・フランク（下述）に脅された政宗と愛姫は結局ミュリエルの面前でカップルとして振る舞う破目になった。彼らの話を聞いたことで政宗と愛姫の漫画を描いた。「〜でござる」というような独特な言い回しをする。
フランク・ベッソン
声 - 加瀬康之
ミュリエルの兄でマフィアの幹部。日本にはヤクザ相手のビジネスで頻繁に来日してさまざまな取引をしているが、実は大の日本人嫌いで内心では日本人を完全に見下している。妹のミュリエルを非常に溺愛しており、この世で最も罪深いのは「ミュリエルを泣かせること」、2番目に罪深いのは「ミュリエルをがっかりさせること」としており、妹を泣かせた者を絶対に許さず、容赦なく報復するほどのシスコン。そのため、政宗らの（ある意味真っ当な）妹への対応に激怒し、多数の部下を引き連れて妹の漫画のモデルになるよう、拳銃を突きつけて脅迫した。また、妹との会話の中で政宗たちを「クソ日本人」と悪罵している。
麻江（）
声 - 能登麻美子
OADのみ登場人物。絹江の姉で、遥花の母、政宗と千夏の伯母。一見すると絹江と違って年相応の美女だが、メイクをすると絹江や娘の遥花と瓜二つになるほど幼くなる。
遥花（）
声 - 小倉唯
OADのみ登場人物。麻江の娘で、政宗と千夏の従兄妹。見てくれは絹江とそっくり。そのためランドセルを背負って近づこうとした時は、政宗にコスプレをした絹江だと勘違いされて突き飛ばされてしまった。政宗の彼女になりたいと思っている。
雅宗 菫（）
声 - 長縄まりあ
兼次の歳の離れた妹。天真爛漫な性格で、兼次を「兼ちゃま」と呼ぶほど仲が良い。病気がちで何度も入退院を繰り返しているため、貧しい雅宗家にとっては治療費の捻出がもはや困難な状況まで追い込まれる。この菫の件が動機となり、兼次は愛姫と政宗を騙して近づく決意をした。
兼次の計画失敗後はアパートで暮らしており、退院後には二人で銭湯に行く約束をしている。
百合子（）
声 - 清水彩香
寧子の歳の離れた従姉妹。結婚してしょう太（漢字は不明）という息子がいる。なお、夫は政宗の父親の会社関係の人間。百合子の結婚式で寧子は同じく招待されていた幼い政宗と出会う。
鈴木（）
声 - 菅原慎介
子供のころ政宗をいじめた一人。ドラッグストアで働いていたところ、政宗と再会。それまでの行いを政宗に謝罪した。

## 書誌情報

### 単行本
- 竹岡葉月（原作）・Tiv（漫画） 『政宗くんのリベンジ』 一迅社〈REX COMICS〉、全13巻
  1. 2013年4月27日発売、ISBN 978-4-7580-6372-2
  2. 2013年7月27日発売、ISBN 978-4-7580-6403-3
  3. 2014年3月27日発売、ISBN 978-4-7580-6432-3
  4. 2014年9月27日発売、ISBN 978-4-7580-6471-2
  5. 2015年4月27日発売、ISBN 978-4-7580-6497-2
  6. 2015年11月27日発売、ISBN 978-4-7580-6552-8
  7. 2016年6月27日発売、ISBN 978-4-7580-6590-0
  8. 2017年1月27日発売、ISBN 978-4-7580-6641-9
    - トリビュートイラスト集付き特装版 同日発売、ISBN 978-4-7580-6642-6

  9. 2018年2月5日発売、ISBN 978-4-7580-6706-5
    - Tiv画集付き特装版 同日発売、ISBN 978-4-7580-6707-2

  10. 2018年7月27日発売、ISBN 978-4-7580-6730-0
    - OAD付き特装版 同日発売、ISBN 978-4-7580-6731-7

  11. 「after school」2019年4月26日発売、ISBN 978-4-7580-6799-7
  12. 「-engagement-」2023年7月27日発売、ISBN 978-4-7580-8436-9
  13. 「-engagement-」2023年12月27日発売、ISBN 978-4-7580-8463-5
- 竹岡葉月（原作）・Tiv（漫画） 『政宗くんのリベンジ 0巻』 2017年4月27日発売、ISBN 978-4-7580-6650-1
- 結城心一（漫画）・竹岡葉月（原作）・Tiv（キャラクターデザイン） 『政宗くんのリ○○○』 一迅社〈REX COMICS〉、2017年3月27日発売、ISBN 978-4-7580-6651-8
- 竹岡葉月（原作）・Tiv（漫画） 『政宗くんのリベンジ 特別編 レンタル彼氏 政宗くん』 2020年7月27日電子版発売、ComicRex10月号掲載（2020年8月27日発売）
- 竹岡葉月（原作）・Tiv（漫画） 『新装版 政宗くんのリベンジ』 一迅社〈REX COMICS〉、全7巻
  1. 2023年4月27日発売、ISBN 978-4-7580-8412-3
  2. 2023年4月27日発売、ISBN 978-4-7580-8413-0
  3. 2023年5月26日発売、ISBN 978-4-7580-8417-8
  4. 2023年5月26日発売、ISBN 978-4-7580-8418-5
  5. 2023年6月27日発売、ISBN 978-4-7580-8432-1
  6. 2023年6月27日発売、ISBN 978-4-7580-8433-8
  7. 2024年7月25日発売、ISBN 978-4-7580-8550-2

### 小説
- 一迅社文庫発行 著：竹岡葉月・イラスト：TiV『政宗くんのリベンジ』 2013年12月20日発売[7] ISBN 978-4-7580-4509-4
- REX COMICS発行 著：竹岡葉月・イラスト：TiV『完全版 政宗くんのリベンジ NOVEL』 2016年12月27日発売 ISBN 978-4-7580-6638-9

## テレビアニメ
2016年6月にテレビアニメ化が発表され、2017年1月から3月までTOKYO MXほかにて第1期が放送された。AT-X版ではオリジナルエンディングと、大橋彩香・水瀬いのり・田所あずさが出演する番組『本物のお嬢様は誰だ?!お嬢様格付けチェック』を放送。2018年には新作OADが発売された。
2022年4月2日には第2期『政宗くんのリベンジR』の制作が発表された。2023年4月より放送予定だったが、新型コロナウイルスの感染拡大の影響により7月に放送が延期されたため、BSフジでは第2期に先立ち第1期を再放送している。第2期では原作の後半に相当する第1期の続きのエピソードが展開される。キャラクターの感情や心理描写に重点が置かれるほか、第1期との差別化として回想シーンは新規で書き下ろされる。発表前日にはエイプリルフールにちなんで”第3期”制作決定を報じるイラストが掲載された。第1期放送当時は原作が未完だったこともあって続編制作を即座に判断することはできなかったが、放送後も配信や海外、原作の反響が良かったため、第1期から5年経過してから制作を決めるに至った。6月2日、第2期の放送開始日と時間が公表され、7月から9月まで放送された。

### スタッフ
|                                 | 第1期                                                                      | 第2期                                                                          |
| ------------------------------- | -------------------------------------------------------------------------- | ------------------------------------------------------------------------------ |
| 原作                            | 竹岡葉月、Tiv                                                              | 竹岡葉月、Tiv                                                                  |
| 監督                            | 湊未來                                                                     | 湊未來                                                                         |
| 助監督                          | 井上圭介                                                                   |                                                                                |
| シリーズ構成                    | 横手美智子                                                                 | 横手美智子                                                                     |
| キャラクターデザイン 総作画監督 | 澤入祐樹                                                                   | 澤入祐樹                                                                       |
| サブデザイン                    | 古谷梨絵、佐藤香織                                                         | 歩宇、秋山由樹子                                                               |
| プロップデザイン                | 山本無以、青木慎平                                                         |                                                                                |
| 色彩設計                        | 平間夏美                                                                   | 水本志保                                                                       |
| 美術監督                        | 前田実                                                                     | 中原英統                                                                       |
| 撮影監督                        | 佐藤敦                                                                     | 佐藤敦                                                                         |
| CG監督                          | 北村浩久                                                                   | 小笠原努                                                                       |
| 編集                            | 坪根健太郎                                                                 | 坪根健太郎                                                                     |
| 音響監督                        | 亀山俊樹                                                                   | 亀山俊樹                                                                       |
| 音響効果                        | 庄司雅弘                                                                   | 庄司雅弘                                                                       |
| 音響制作                        | グルーヴ                                                                   | ビットグルーヴプロモーション                                                   |
| 音楽                            | 加藤達也                                                                   | 加藤達也                                                                       |
| 音楽制作                        | ランティス                                                                 | ランティス                                                                     |
| 音楽プロデューサー              | 木皿陽平                                                                   | 大久保隆一                                                                     |
| 統括プロデューサー              | 安藤盛治                                                                   |                                                                                |
| プロデューサー                  | 吉沼忍                                                                     | 吉沼忍                                                                         |
| プロデューサー                  | 岡田崇志、斉田秀之、清水美佳 木皿陽平、松村俊輔、福田順 塩谷佳之、伊藤幸弘 | 神宮司剛史、臼井久人、渡瀬昌太 槙本裕紀、広瀬春奈、小西裕貴 小澤文啓、大森慎司 |
| アニメーション プロデューサー   | 金子逸人                                                                   | 金子逸人                                                                       |
| アニメーション制作              | SILVER LINK.                                                               | SILVER LINK.                                                                   |
| 製作                            | 「政宗くんのリベンジ」製作委員会                                           | 「政宗くんのリベンジ」製作委員会R                                              |

### 主題歌
第1期
「ワガママMIRROR HEART」
大橋彩香によるオープニングテーマ。作詞は真崎エリカ、作曲は加藤裕介、編曲は酒井拓也。
「Elemental World」
ChouChoによるエンディングテーマ。作詞はChouCho、作曲・編曲はAstroNoteS。
「まなざしサイレント」
安達垣愛姫（大橋彩香）& 藤ノ宮寧子（三森すずこ）によるAT-X版エンディングテーマ。作詞は真崎エリカ、作曲・編曲は渡辺未来。
挿入歌
「ワガママMIRROR HEART」
双葉妙（田所あずさ）による第12話挿入歌。作詞は真崎エリカ、作曲は加藤裕介。
「雪の華」
安達垣愛姫（大橋彩香）による第12話挿入歌。作詞はSatomi、作曲は松本良喜。
「さよなら 大好きな人」
藤ノ宮寧子（三森すずこ）による第12話挿入歌。作詞・作曲はこじまいづみ。
「天城越え」
小岩井吉乃（水瀬いのり）による第12話挿入歌。作詞は吉岡治、作曲は弦哲也。
「笑顔deハダピュア!」
安達垣愛姫（大橋彩香）& 藤ノ宮寧子（三森すずこ）による第12話挿入歌。作詞はyuiko、作曲はラムシーニ。
「Elemental World」
第12話挿入歌。作詞はChouCho、作曲・編曲はAstroNoteS
第2期
「Please, please!」
大橋彩香によるオープニングテーマ。作詞はKanata Okajima、作曲はKanata Okajimaとpw.a、編曲はpw.a。
「twilight little star」
ChouChoによるエンディングテーマ。作詞・作曲はChouCho、編曲は村山☆潤。
劇中歌
「ワガママMIRROR HEART」
第11・12話劇中歌。作詞は真崎エリカ、作曲は加藤裕介、編曲は酒井拓也。第12話では大橋彩香による歌唱。
「Elemental World」
第11話劇中歌。作詞はChouCho、作曲・編曲はAstroNoteS

### 各話リスト
| 話数       | サブタイトル                         | 脚本       | 絵コンテ   | 演出          | 作画監督                                                                                                 | 総作画監督                   | 初放送日       |       |       |       |       |       |       |       |       |       |       |       |       |       |       |       |       |       |
| 第1期      | 第1期                                | 第1期      | 第1期      | 第1期         | 第1期 | 第1期                        | 第1期          | 第1期 | 第1期 | 第1期 | 第1期 | 第1期 | 第1期 | 第1期 | 第1期 | 第1期 | 第1期 | 第1期 | 第1期 | 第1期 | 第1期 | 第1期 | 第1期 | 第1期 |
| ---------- | ------------------------------------ | ---------- | ---------- | ------------- | --- | ---------------------------- | -------------- | ----- | ----- | ----- | ----- | ----- | ----- | ----- | ----- | ----- | ----- | ----- | ----- | ----- | ----- | ----- | ----- | ----- |
| #1         | 豚足と呼ばれた男                     | 横手美智子 | 湊未來     | 井上圭介      | 澤入祐樹 古谷梨絵 佐藤香織                                                                               | 澤入祐樹                     | 2017年 1月5日  |       |       |       |       |       |       |       |       |       |       |       |       |       |       |       |       |       |
| #2         | シンデレラは笑わない                 | 横手美智子 | 湊未來     | 板庇迪        | 高橋瑞紀 若山政志 細田沙織 久松沙紀                                                                      | 澤入祐樹                     | 1月12日        |       |       |       |       |       |       |       |       |       |       |       |       |       |       |       |       |       |
| #3         | 吉乃のマジックショー                 | 下山健人   | 川口敬一郎 | 伊部勇志      | 船越麻友美 佐藤香織 古谷梨絵 平山剛士 前原薫                                                             | 澤入祐樹                     | 1月19日        |       |       |       |       |       |       |       |       |       |       |       |       |       |       |       |       |       |
| #4         | 今そこにある危機                     | 下山健人   | 井上圭介   | 井上圭介      | 佐藤香織 木下由美子 澤入祐樹 若山政志 寿夢龍 古谷梨絵                                                    | 澤入祐樹                     | 1月26日        |       |       |       |       |       |       |       |       |       |       |       |       |       |       |       |       |       |
| #5         | ミステリアス・キャット               | 横手美智子 | 湊未來     | 五味伸介      | 西尾聡美 五味伸介                                                                                        | 澤入祐樹                     | 2月2日         |       |       |       |       |       |       |       |       |       |       |       |       |       |       |       |       |       |
| #6         | 突撃!お宅訪問戦                      | 横手美智子 | 川口敬一郎 | 板庇迪        | 高橋瑞紀 高橋敦子 平山剛士 久松沙紀                                                                      | 澤入祐樹                     | 2月9日         |       |       |       |       |       |       |       |       |       |       |       |       |       |       |       |       |       |
| #7         | 綱手島事件                           | 下山健人   | 田村正文   | 伊部勇志      | 澤入祐樹 寿夢龍 久松沙紀 若山政志 古谷梨絵 佐藤香織                                                      | 澤入祐樹                     | 2月16日        |       |       |       |       |       |       |       |       |       |       |       |       |       |       |       |       |       |
| #8         | 君じゃないんだ                       | 下山健人   | 湊未來     | 井上圭介      | 澤入祐樹 古谷梨絵 久松沙紀 船越麻友美 若山政志 佐藤香織 堤谷典子                                         | 澤入祐樹                     | 2月23日        |       |       |       |       |       |       |       |       |       |       |       |       |       |       |       |       |       |
| #9         | 愛とも恋ともいうけれど               | 下山健人   | 高橋賢     | 高橋賢        | 高橋敦子 佐藤香織 古谷梨絵 池津寿恵 船越麻友美 前田綾 久松沙紀 高橋賢                                    | 澤入祐樹                     | 3月2日         |       |       |       |       |       |       |       |       |       |       |       |       |       |       |       |       |       |
| #10        | 疑惑の新学期                         | 横手美智子 | 五味伸介   | 五味伸介      | 五味伸介 西尾聡美 佐藤香織 古谷梨絵 澤入祐樹                                                             | 澤入祐樹                     | 3月9日         |       |       |       |       |       |       |       |       |       |       |       |       |       |       |       |       |       |
| #11        | 八坂祭の白雪姫                       | 下山健人   | 川口敬一郎 | 伊部勇志      | 上西麻耶 高橋瑞紀 細田沙織 若山政志 佐藤香織 古谷梨絵                                                    | 澤入祐樹                     | 3月16日        |       |       |       |       |       |       |       |       |       |       |       |       |       |       |       |       |       |
| #12        | 死んでもマイクを手放すな             | 横手美智子 | 湊未來     | 井上圭介      | 五味伸介 西尾聡美 久松沙紀 佐藤香織 船越麻友美 若山政志 古谷梨絵 澤入祐樹                                | 澤入祐樹                     | 3月23日        |       |       |       |       |       |       |       |       |       |       |       |       |       |       |       |       |       |
| OAD        | うちのママにかぎって                 | 横手美智子 | 湊未來     | 大沼心        | 薮田裕希 前原薫 澤入祐樹                                                                                 | 澤入祐樹                     | 2019年 9月28日 |       |       |       |       |       |       |       |       |       |       |       |       |       |       |       |       |       |
| OAD        | 綱手島、ふたたび。                   | 横手美智子 | 湊未來     | 大沼心        | 薮田裕希 前原薫 澤入祐樹                                                                                 | 澤入祐樹                     | 2019年 9月28日 |       |       |       |       |       |       |       |       |       |       |       |       |       |       |       |       |       |
| OAD        | 12時を過ぎたシンデレラ               | 横手美智子 | 湊未來     | 大沼心        | 薮田裕希 前原薫 澤入祐樹                                                                                 | 澤入祐樹                     | 2019年 9月28日 |       |       |       |       |       |       |       |       |       |       |       |       |       |       |       |       |       |
| 第2期『R』 |                                      |            |            |               | |                              |                |       |       |       |       |       |       |       |       |       |       |       |       |       |       |       |       |       |
| #1         | 巴里とオがつくマドモアゼル           | 横手美智子 | 湊未來     | 角谷理 湊未來 | 櫻井拓郎 久松沙紀 三船智帆 本田創一 松井京介                                                             | 澤入祐樹                     | 2023年 7月3日  |       |       |       |       |       |       |       |       |       |       |       |       |       |       |       |       |       |
| #2         | プリンセスの告白                     | 横手美智子 | 金澤洪充   | 中津川孝広    | 今田茜 大島美和 垣内彩子 櫻井拓郎 しまだひであき 前原薫 村長由紀 渡辺大貴                                | 澤入祐樹                     | 7月10日        |       |       |       |       |       |       |       |       |       |       |       |       |       |       |       |       |       |
| #3         | 忘れたころにやってくる               | 横手美智子 | 大内大和   | 大内大和      | 寿夢龍 松浦里美 澤入祐樹 松井京介 久松沙紀 渡辺大貴 本田創一 前田綾 Seven Seas Revival RadPlus           | 澤入祐樹                     | 7月17日        |       |       |       |       |       |       |       |       |       |       |       |       |       |       |       |       |       |
| #4         | あんたなんか好きにならないわよ、豚足 | 下山健人   | 中津川孝広 | 中津川孝広    | 今田茜 垣内彩子 大島美和 前原薫 龍澤茉夕 しまだひであき 中津川孝広 小田裕康                              | 澤入祐樹 秋山由樹子 大島美和 | 7月24日        |       |       |       |       |       |       |       |       |       |       |       |       |       |       |       |       |       |
| #5         | 彼と、彼女になりまして               | 下山健人   | 沖田宮奈   | 湊未來        | 遠藤大輔 堤谷典子 井本美穂 近藤律子 会沢佳奈 ビート 合田圭佑                                             | 澤入祐樹                     | 7月31日        |       |       |       |       |       |       |       |       |       |       |       |       |       |       |       |       |       |
| #6         | 二度目のデート                       | 森江美咲   | 金澤洪充   | 小野田雄亮    | たかぎじゅん 早川ナオミ STUDIO CL EN.studio                                                              | 澤入祐樹 平田和也            | 8月7日         |       |       |       |       |       |       |       |       |       |       |       |       |       |       |       |       |       |
| #7         | 言うても詮無き告白ですが             | 下山健人   | 澤井幸次   | 星野美鈴      | 外山陽介 洪範錫 𠮷田肇 BigOwl 施婷                                                                       | 澤入祐樹                     | 8月14日        |       |       |       |       |       |       |       |       |       |       |       |       |       |       |       |       |       |
| #8         | 気づいちゃいけないこともある         | 下山健人   | 二瓶勇一   | 大内大和      | 懸田扇子 西原千晶 竹内寛 遠藤里蘭 藤彩七 斎花 秦相子 江島あかり 高橋茉奈                                 | 澤入祐樹                     | 8月21日        |       |       |       |       |       |       |       |       |       |       |       |       |       |       |       |       |       |
| #9         | 聖バレンタインが見ている             | 森江美咲   | 沖田宮奈   | 中津川孝広    | 今田茜 垣内彩子 しまだひであき 駄馬功益 中津川孝広 久松沙紀 武志鵬 歩宇 松井京介 和田祐二 スタジオグラム | 澤入祐樹                     | 8月28日        |       |       |       |       |       |       |       |       |       |       |       |       |       |       |       |       |       |
| #10        | ホワイトアウト                       | 森江美咲   | 金澤洪充   | 星野美鈴      | 𠮷田肇 洪範錫 外山陽介 田之上慎 福江光江 BigOwl CJT                                                      | 澤入祐樹                     | 9月4日         |       |       |       |       |       |       |       |       |       |       |       |       |       |       |       |       |       |
| #11        | 自分の気持ちに向き合って             | 横手美智子 | 湊未來     | 湊未來        | 歩宇 合田圭佑 星野美波 櫻井拓郎 武志鵬 駄馬功益 近響子                                                   | 秋山由樹子                   | 9月11日        |       |       |       |       |       |       |       |       |       |       |       |       |       |       |       |       |       |
| #12        | Dead or love?                        | 横手美智子 | 湊未來     | 湊未來        | 久松沙紀 櫻井拓郎 前田綾 武志鵬 寿門堂 Big Owl                                                           | 澤入祐樹                     | 9月18日        |       |       |       |       |       |       |       |       |       |       |       |       |       |       |       |       |       |

### 放送局
| 放送期間               | 放送時間                     | 放送局     | 対象地域 | 備考                                 |
| ---------------------- | ---------------------------- | ---------- | -------- | ------------------------------------ |
| 2017年1月5日 - 3月23日 | 木曜 22:30 - 23:00           | TOKYO MX   | 東京都   | 製作参加                             |
| 2017年1月6日 - 3月24日 | 金曜 1:30 - 2:00（木曜深夜） | KBS京都    | 京都府   |                                      |
|                        |                              | サンテレビ | 兵庫県   |                                      |
| 2017年1月7日 - 3月25日 | 土曜 21:30 - 22:00           | AT-X       | 日本全域 | 製作参加 / CS放送 / リピート放送あり |
| 2017年1月9日 - 3月27日 | 月曜 1:00 - 1:30（日曜深夜） | BSフジ     | 日本全域 | 製作参加 / BS放送                    |

| 配信開始日    | 配信時間                     | 配信サイト |
| ------------- | ---------------------------- | --- |
| 2017年1月9日  | 月曜 1:30 - 2:00（日曜深夜） | AbemaTV 新作TVアニメch |
|               | 月曜 12:00 更新              | dアニメストア |
| 2017年1月12日 | 木曜 22:00 - 22:30           | ニコニコ生放送 |
|               | 木曜 22:30 更新              | ニコニコ動画 |
| 2017年1月13日 | 金曜 0:00 更新               | フジテレビオンデマンド / U-NEXT / アニメ放題 / J:COMオンデマンド iTSCOMオンデマンド / TOKAIオンデマンド / みるプラス auビデオパス / Hulu / バンダイチャンネル / Rakuten SHOWTIME DMM.com / ビデオマーケット / グーグルプレイムービー |
|               | 金曜 12:00 更新              | GYAO! |
| 2017年1月25日 | 水曜 12:00 更新              | PlayStation Store |
| 2017年2月10日 | 金曜 更新                    | Netflix |

| 放送期間               | 放送時間                     | 放送局     | 対象地域 | 備考                                            |
| ---------------------- | ---------------------------- | ---------- | -------- | ----------------------------------------------- |
| 2023年7月3日 - 9月18日 | 月曜 21:00 - 21:30           | AT-X       | 日本全域 | 製作参加 / CS放送 / 字幕放送 / リピート放送あり |
|                        | 月曜 23:00 - 23:30           | TOKYO MX   | 東京都   | 製作参加                                        |
|                        | 月曜 23:30 - 火曜 0:00       | サンテレビ | 兵庫県   |                                                 |
| 2023年7月4日 - 9月19日 | 火曜 0:30 - 1:00（月曜深夜） | KBS京都    | 京都府   |                                                 |
| 2023年7月6日 - 9月21日 | 木曜 0:30 - 1:00（水曜深夜） | BSフジ     | 日本全域 | 製作参加 / BS/BS4K放送 / 『アニメギルド』枠     |

| 配信開始日    | 配信時間            | 配信サイト |
| ------------- | ------------------- | --- |
| 2023年7月3日  | 月曜 23:30 更新     | ABEMA DMM TV |
| 2023年7月10日 | 月曜 23:30 以降順次 | dアニメストア Amazonプライムビデオ フジテレビオンデマンド J:COM オンデマンド みるプラス TELASA Hulu バンダイチャンネル U-NEXT アニメ放題 ニコニコ動画 ツイキャス AnimeFesta |

### BD / DVD
| 巻  | 発売日        | 収録話          | 規格品番    | 規格品番    |
| 巻  | 発売日        | 収録話          | BD          | DVD         |
| --- | ------------- | --------------- | ----------- | ----------- |
| 1   | 2017年3月22日 | 第1話 - 第2話   | AMUANM-2100 | AMUANM-2101 |
| 2   | 2017年4月26日 | 第3話 - 第4話   | AMUANM-2104 | AMUANM-2105 |
| 3   | 2017年5月24日 | 第5話 - 第6話   | AMUANM-2108 | AMUANM-2109 |
| 4   | 2017年6月28日 | 第7話 - 第8話   | AMUANM-2112 | AMUANM-2113 |
| 5   | 2017年7月26日 | 第9話 - 第10話  | AMUANM-2116 | AMUANM-2117 |
| 6   | 2017年8月23日 | 第11話 - 第12話 | AMUANM-2120 | AMUANM-2121 |
| BOX | 2019年7月31日 | 全12話、OAD     | AMUANM-2146 | -           |

| 巻 | 発売日         | 収録話         | 規格品番    | 規格品番 |
| 巻 | 発売日         | 収録話         | BD          | DVD      |
| -- | -------------- | -------------- | ----------- | -------- |
| 1  | 2023年9月20日  | 第1話 - 第6話  | AMU-ANM4811 | -        |
| 2  | 2023年10月25日 | 第7話 - 第12話 | AMU-ANM4821 | -        |

### Webラジオ
第1期『ラジオ「政宗くんのリベンジ」〜あやか・いのりのラジオは豚足の始まり〜』は、2016年12月26日から2017年4月3日まで音泉にて毎週月曜に配信された。DJCDは1枚。
第2期『「政宗くんのリベンジR」〜あやか・いのりのラジオは豚足の始まりリターンズ〜』は、2023年7月2日から9月24日まで音泉にて隔週日曜に配信された。
パーソナリティは安達垣愛姫役の大橋彩香と小岩井吉乃役の水瀬いのり。
ゲスト
第1期
- 第11回 - 田所あずさ（双葉妙 役）

第2期
- 第2回 - 伊藤美来（ミュリエル・ベッソン 役）
- 第4回 - 三森すずこ（藤ノ宮寧子 役）
- 第7回 - 花江夏樹（真壁政宗 役）